# Kvaløya (Finnmark)
Kvaløya (Samisch: Fálá) is een eiland in de provincie Finnmark in het uiterste noorden van Noorwegen. Het zuidoosten van het eiland was deel van de gemeente Kvalsund tot deze op 1 januari 2020 werd opgeheven en net als de rest van het eiland deel werd van de gemeente Hammerfest. Ook de stad Hammerfest ligt op het eiland. Kvaløya wordt door de Kvalsundbrug verbonden met het vasteland.